# Sing Me Softly of the Blues
Sing Me Softly of the Blues è un album di Art Farmer (The Art Farmer Quartet), pubblicato dalla Atlantic Records nel 1965. I brani furono registrati a New York (Stati Uniti) nelle date indicate nella lista tracce.

## Tracce
Lato A
1. Sing Me Softly of the Blues – 6:49 (Carla Bley) – Registrato il 16 marzo 1965 a New York
2. Ad Infinitum Bley – 6:23 (Carla Bley) – Registrato il 16 marzo 1965 a New York
3. Petite Belle – 4:07 (Brano tradizionale, arrangiamento di Steve Swallow) – Registrato il 30 marzo 1965 a New York

Lato B
1. Tears – 5:45 (Pete LaRoca) – Registrato il 16 marzo 1965 a New York
2. I Waited for You – 6:00 (Curtis Fuller) – Registrato il 16 marzo 1965 a New York
3. One for Majid – 6:01 (Pete LaRoca) – Registrato il 12 marzo 1965 a New York

## Musicisti
- Art Farmer - tromba, flicorno
- Steve Kuhn - pianoforte
- Steve Swallow - contrabbasso
- Pete LaRoca - batteria